# Nototriche coccinea
Nototriche coccinea är en malvaväxtart som beskrevs av Arthur William Hill. Nototriche coccinea ingår i släktet Nototriche och familjen malvaväxter. Inga underarter finns listade i Catalogue of Life.